# آجیا
آجیا (انگلیسی: Ageia) شرکت سخت‌افزار آمریکایی است، که در سال ۲۰۰۲ تأسیس شد.